# 郡特·赫格納
郡特·赫格納（德語：Günter Högner，1943年7月16日—2018年4月16日）是一位奧地利法國號演奏家。

## 生平
1956年起，赫格納在市立維也納音樂院向Franz Koch學習。1961年他轉往國立維也納音樂院，這時他向Leopold Kainz以及約瑟夫·韋萊巴學習。1965年任维也纳人民歌剧院樂團首席法國號，1967年加入维也纳国立歌剧院，擔任第三法國號手。1971年，赫格納轉任维也纳爱乐乐团首席法國號，任該職至1994年為止。之後他再度轉任第三法國號，直到2008年自維也納愛樂退休。
除樂團演奏工作外，赫格納也活躍於室內樂領域，在維也納-柏林重奏團（Ensemble Wien–Berlin）、新維也納八重奏（Neuen Wiener Oktett）以及维也纳爱乐乐团圆号四重奏（Philharmonia Hornquartett Wien）都有他的演出足跡。教學方面，1981年起於格拉茨音乐与表演艺术大学上许岑分校講學，1987年榮任該校正教授。
赫格納於2018年4月16日逝世，他被葬在下西本布伦。

## 特色與評價
赫格納繼承了二戰時期法國號名家弗賴貝格、貝格、湯博克一脈，自身亦是知名的維也納式法國號演奏者。其錄製的莫扎特法國號協奏曲，使用山葉集團開發的法國號所演奏。赫格納自七〇年代起著力於這項特殊樂器的改良，在山葉集團的協助下，復興了部分的舊款樂器，這些樂器對於新款式樂器的再生與開發相當有幫助。迄今，山葉集團仍持續改進樂器構造，力圖將維也納風格的法國號音色留存在21世紀。然而在赫格納個人的教學上，他卻不諱言維也納式法國號在現今的職業樂團環境已經相當少見，在學校他幾乎不教授維也納式法國號的吹奏，而是鼓勵學生同時接觸所謂的標準（雙調）法國號技巧，使他們更便於謀生。

## 錄音節選
- 1977 年：弗朗茨·舒伯特/新维也纳八重奏 – F 大调八重奏。方片 A（SDD 508）
- 1980 年：沃尔夫冈·阿玛迪斯·莫扎特 – 圆号协奏曲：维也纳爱乐乐团、 卡爾·貝姆（指挥）、德意志留声机（413 792-2）
- 1988 年：沃尔夫冈·阿玛迪斯·莫扎特 – 小夜曲 - 小夜曲和协奏曲，维也纳爱乐乐团-柏林爱乐乐团，卡爾·貝姆（指挥），德意志留声机（423 778-2）
- 1997 年：维也纳爱乐乐团圆号四重奏：與Karl Jeitler、 Willibald Janezic 、Franz Söllner等人，Camerata Records（30CM495）

## 延伸閱讀
- Barbara Boisits: Günter Högner. In: Oesterreichisches Musiklexikon. Online-Ausgabe, Wien 2002 ff., ISBN 3-7001-3077-5; Druckausgabe: Band 2, Verlag der Österreichischen Akademie der Wissenschaften, Wien 2003, ISBN 3-7001-3044-9.

## 外部連結
- 郡特·赫格納在Allmusic上的頁面
- 郡特·赫格納的Discogs页面（英文）
- https://www.wienerphilharmoniker.at/orchester/philharmonisches-tagebuch/year/2008/blogitemid/107/cid/5/page/1/pagesize/20. 缺少或|title=为空 (帮助)